# 烏丘馬約區

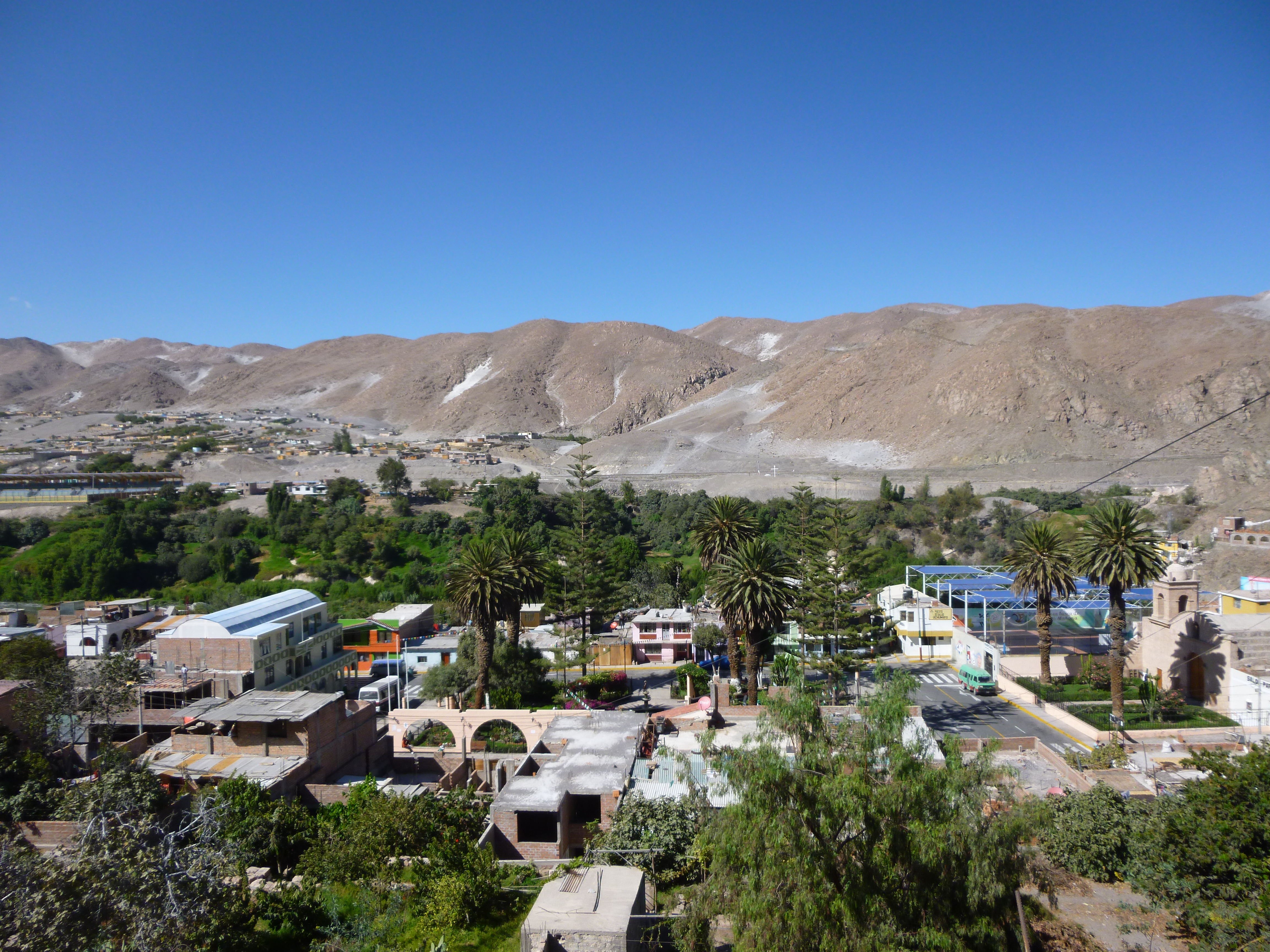

烏丘馬約區（西班牙語：Distrito de Uchumayo），是秘魯的一個區，位於該國南部阿雷基帕大區的阿雷基帕省，面積227.14平方公里，海拔高度1,950米，2005年人口10,255，人口密度每平方公里45人。